# Chalkoteka

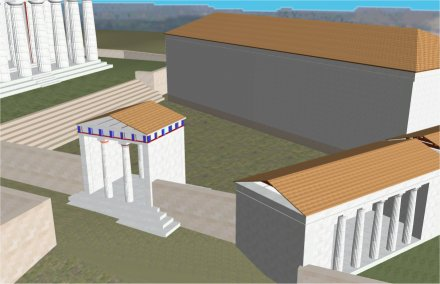
Komputerowa rekonstrukcja Chalkoteki (pusta struktura w tle); budowla widoczna po lewej stronie to Partenon

Chalkoteka (gr. Χαλκοθήκη Chalkotiki, dosł. składnica brązu) – nieistniejąca obecnie budowla na ateńskim akropolu, w której mieścił się skarbiec Aten. 
Znajdowała się na wschód od Brauronionu, na zachód od Partenonu. Jej tylna ściana była usytuowana równolegle do  południowej ściany fortyfikacyjnej Akropolu. Miała podłużny kształt, jej wymiary wynosiły 43x13 metrów. Przed wejściem usytuowanym od strony północnej znajdował się dobudowany w IV wieku p.n.e. portyk o szerokości 4,5 m. Plac przed Chalkoteką otwierała ozdobna brama.
Przechowywano tam broń, posągi i hydrie poświęcone na Akropolu i uważane za przynależne bogini Atenie. Zgodnie z edyktem z IV wieku p.n.e. wszystkie przedmioty znajdujące się w Chalkotece musiały być wyszczególnione na kamiennej steli, która miała być wystawiona przed budynkiem. Budowla ta, wzniesiona w V wieku p.n.e., była powiększana i modyfikowana w latach późniejszych, o czym świadczą elementy architektoniczne z jej otoczenia. Wewnątrz, wzdłuż osi podłużnej, znajdowało się sześć kolumn podtrzymujących dach. Jej północno-wschodni narożnik opierał się na schodach wykutych przed Partenonem. Jedyne zachowane po Chalkotece ślady stanowią fragmenty tufowych fundamentów.